# Элон, Биньямин
Биньямин (Бени) Элон (ивр. בנימין (בני) אלון‎; 10 ноября 1954, Иерусалим — 5 мая 2017, там же) — израильский раввин и политик. Деятель поселенческого движения, один из основателей поселения Бейт-Эль, депутат кнессета от партий «Моледет», «Ихуд леуми» и «Еврейский дом», министр туризма в правительственных кабинетах Ариэля Шарона.

## Биография
Бени Элон родился в иерусалимском районе Рехавия в семье, известной своей ролью в движении религиозного сионизма. Его отец, Менахем Элон, был заместителем председателя Верховного суда Израиля; один из братьев Биньямина, Йосеф (Сефи), был председателем окружного суда в Беэр-Шеве, а другой брат, Мордехай — одним из ведущих раввинов религиозно-сионистского направления. Биньямин получил религиозное образование в иешивах «Мерказ ха-Рав» (Иерусалим) и «Ха-Идра» (Голанские высоты).
Службу в ЦАХАЛе Элон проходил в артиллерии, в том числе в качестве военного раввина, уволившись в запас в звании сегена. В 1978 году официально сертифицирован как раввин. С 1979 по 1982 год был раввином кибуца Шлухот, с 1983 по 1985 год выступал в качестве посланника Еврейского агентства в еврейских студенческих организациях США, а в дальнейшем стал одним из основателей поселения Бейт-Эль в Самарии. В 1987 году основал издательство «Сифрият Бейт-Эль», а 1990 году вместе с Хананом Поратом основал на Масличной горе в Восточном Иерусалиме иешиву «Бейт-Орот». Иешива была основана на земле, купленной на средства американского филантропа Эрвина Московича, Порат и Элон совместно возглавляли её в течение шести лет.
В 1996 году Бени Элон был избран в кнессет от партии «Моледет», входил в законодательную комиссию, комиссию по внутренним делам и экологии и комиссию по правам женщин и гендерному равноправию. В 1999 году вновь избран в кнессет, на сей раз от блока «Ихуд леуми»; в новом составе кнессета, среди прочего, входил в состав комиссии по иностранным делам и обороне и законодательной комиссии. После убийства лидера движения Рехавама Зеэви в 2001 году Элон получил занимаемый тем пост министра туризма в правительственном кабинете Ариэля Шарона, однако уже в марте 2002 года подал в отставку. Этот шаг был сделан из-за отступления премьер-министра от ряда требований в переговорах с палестинцами, в том числе от требования семи дней без насилия как условия возобновления переговоров, а также из-за принятия ключевых решений не полным составом правительства, а «внутренним кабинетом», состоящим из трёх министров. Через год Элон вернулся на должность министра туризма и занимал её до середины 2004 года. Выступая в качестве представителя правого сионистского лагеря, он в 2003 году представил план урегулирования арабо-израильского конфликта, отвечающий позициям этого политического сектора. План включал роспуск Палестинской национальной администрации, установление израильского суверенитета на Западном берегу реки Иордан и в секторе Газа, признание Иордании национальным государством палестинцев и выплату крупных компенсаций палестинским беженцам за отказ от права на возвращение. В 2004 году Элон был уволен с министерского поста премьер-министром Шароном в связи с его противодействием плану одностороннего отступления из сектора Газа.
Элон ещё дважды подряд избирался в кнессет от правых партий и блоков (в том числе в 2006 году — в качестве первого номера совместного списка «Ихуд леуми» и партии МАФДАЛ), в кнессете 17-го созыва заняв должность председателя комиссии по науке и технологии; помимо этого, он снова входил в комиссию по иностранным делам и безопасности, а также в финансовую комиссию кнессета.
Накануне выборов 2006 года Элон сообщил прессе, что болен раком гортани. Курс лечения оказался успешным, и Элон оставался в кнессете до 2009 года, когда на очередных внутренних выборах оказался только на 17-м месте в списке блока «Еврейский дом». После этого официальная политическая карьера Элона завершилась, однако он основал фонд «Союзники Израиля», целью которого была мобилизация поддержки Израиля со стороны парламентов стран мира «на базе иудео-христианских ценностей» . В мае 2017 года Бени Элон умер от рака гортани, оставив после себя жену Эмуну и шестерых детей. Он был похоронен на иерусалимском кладбище Хар ха-Менухот.